# Hafenbahn Halle
| Streckennummer: | 6801                 |                                                                                 |                                                                                 |
| Streckenlänge: | 5,8 km               |                                                                                 |                                                                                 |
| Spurweite: | 1435 mm (Normalspur) |                                                                                 |                                                                                 |
| Maximale Neigung: | 1:40 ‰               |                                                                                 |                                                                                 |
| Streckengeschwindigkeit: | 20 km/h              |                                                                                 |                                                                                 |
| |                      |                                                                                 |                                                                                 |
| \| \| \| Raffineriestraße; von Halle (Saale) Gbf \| \| \| \| −0,208 \| Halle Thüringer Gbf Weiche 812 \| Halle Thüringer Gbf Weiche 812 \| \| \| \| alter Streckenverlauf Thüringer Bahn über Ottostraße \| \| \| \| \| Roßbachstraße \| \| \| \| \| \| \| \| \| \| Merseburger Straße (B 91) mit Straßenbahnstrecke Halle-Ammendorf–Bad Dürrenberg \| \| \| \| \| \| \| \| \| \| Liebenauer Straße \| \| \| \| \| Halle (Saale) Industriebf Turmstraße \| \| \| \| \| Anschluss an Industriebahn Halle (Saale) \| (1000 mm) \| \| \| \| Turmstraße \| \| \| \| \| Beesener Straße mit Straßenbahnstrecke \| \| \| \| \| Straße der Republik \| \| \| \| \| Max-Lademann-Straße \| \| \| \| \| Böllberger Weg mit Straßenbahnstrecke \| \| \| \| \| \| \| \| \| \| Anschlussgleis zur Böllberger Mühle, Feldschlösschen Brauerei, Röhrenwalzwerk \| \| \| \| \| \| \| \| \| \| Halle (Saale) Süd/Stadtgut \| \| \| \| \| Saale; Hafenbahnbrücke \| \| \| \| \| \| \| \| \| \| Anschluss Elektrizitätswerk \| \| \| \| \| \| \| \| \| \| Anschluss Gaswerk (Holzplatz) \| \| \| \| \| Pfännerschaftliche Kohlebahn \| (900 mm) \| \| \| 5,00 \| Halle (Saale) Klaustor \| Halle (Saale) Klaustor \| \| \| \| nach Hettstedt \| \| \| \| \| Mansfelder Straße mit Straßenbahnstrecke \| \| \| \| \| \| \| \| \| \| Anschluss Gasanstalt (Salineinsel) \| \| \| \| \| \| \| \| \| \| Hafenbecken (Südseite) Sophienhafen \| \| \| \| 5,80 \| Halle (Saale) Jungfernwiese \| Halle (Saale) Jungfernwiese \| |                      |                                                                                 |                                                                                 |
| Bahnübergang (Strecke außer Betrieb) |                      | Raffineriestraße; von Halle (Saale) Gbf                                         | Raffineriestraße; von Halle (Saale) Gbf                                         |
| Dienststation / Betriebs- oder Güterbahnhof (Strecke außer Betrieb) | −0,208               | Halle Thüringer Gbf Weiche 812                                                  | Halle Thüringer Gbf Weiche 812                                                  |
| Abzweig geradeaus und nach links (Strecke außer Betrieb) |                      | alter Streckenverlauf Thüringer Bahn über Ottostraße                            | alter Streckenverlauf Thüringer Bahn über Ottostraße                            |
| Bahnübergang (Strecke außer Betrieb) |                      | Roßbachstraße                                                                   | Roßbachstraße                                                                   |
| |                      |                                                                                 |                                                                                 |
| Kreuzung mit U-Bahn (Strecke geradeaus außer Betrieb) |                      | Merseburger Straße (B 91) mit Straßenbahnstrecke Halle-Ammendorf–Bad Dürrenberg | Merseburger Straße (B 91) mit Straßenbahnstrecke Halle-Ammendorf–Bad Dürrenberg |
| |                      |                                                                                 |                                                                                 |
| Bahnübergang (Strecke außer Betrieb) |                      | Liebenauer Straße                                                               | Liebenauer Straße                                                               |
| Dienststation / Betriebs- oder Güterbahnhof (Strecke außer Betrieb) |                      | Halle (Saale) Industriebf Turmstraße                                            | Halle (Saale) Industriebf Turmstraße                                            |
| Abzweig geradeaus und nach rechts (Strecke außer Betrieb) |                      | Anschluss an Industriebahn Halle (Saale)                                        | (1000 mm)                                                                       |
| Bahnübergang (Strecke außer Betrieb) |                      | Turmstraße                                                                      | Turmstraße                                                                      |
| Kreuzung mit U-Bahn (Strecke geradeaus außer Betrieb) |                      | Beesener Straße mit Straßenbahnstrecke                                          | Beesener Straße mit Straßenbahnstrecke                                          |
| Bahnübergang (Strecke außer Betrieb) |                      | Straße der Republik                                                             | Straße der Republik                                                             |
| Bahnübergang (Strecke außer Betrieb) |                      | Max-Lademann-Straße                                                             | Max-Lademann-Straße                                                             |
| Kreuzung mit U-Bahn (Strecke geradeaus außer Betrieb) |                      | Böllberger Weg mit Straßenbahnstrecke                                           | Böllberger Weg mit Straßenbahnstrecke                                           |
| |                      |                                                                                 |                                                                                 |
| Abzweig geradeaus und nach links (Strecke außer Betrieb) |                      | Anschlussgleis zur Böllberger Mühle, Feldschlösschen Brauerei, Röhrenwalzwerk   | Anschlussgleis zur Böllberger Mühle, Feldschlösschen Brauerei, Röhrenwalzwerk   |
| |                      |                                                                                 |                                                                                 |
| Dienststation / Betriebs- oder Güterbahnhof (Strecke außer Betrieb) |                      | Halle (Saale) Süd/Stadtgut                                                      | Halle (Saale) Süd/Stadtgut                                                      |
| Brücke über Wasserlauf (Strecke außer Betrieb) |                      | Saale; Hafenbahnbrücke                                                          | Saale; Hafenbahnbrücke                                                          |
| Strecke von links (außer Betrieb) · Abzweig geradeaus und nach rechts (Strecke außer Betrieb) |                      |                                                                                 |                                                                                 |
| Strecke (außer Betrieb) |                      | Anschluss Elektrizitätswerk                                                     | Anschluss Elektrizitätswerk                                                     |
| Strecke von links (außer Betrieb) · Abzweig geradeaus und nach rechts (Strecke außer Betrieb) |                      |                                                                                 |                                                                                 |
| Strecke (außer Betrieb) |                      | Anschluss Gaswerk (Holzplatz)                                                   | Anschluss Gaswerk (Holzplatz)                                                   |
| Kreuzung (Strecken außer Betrieb) |                      | Pfännerschaftliche Kohlebahn                                                    | (900 mm)                                                                        |
| Bahnhof (Strecke außer Betrieb) | 5,00                 | Halle (Saale) Klaustor                                                          | Halle (Saale) Klaustor                                                          |
| Abzweig geradeaus und nach links (Strecke außer Betrieb) |                      | nach Hettstedt                                                                  | nach Hettstedt                                                                  |
| Kreuzung mit U-Bahn (Strecke geradeaus außer Betrieb) |                      | Mansfelder Straße mit Straßenbahnstrecke                                        | Mansfelder Straße mit Straßenbahnstrecke                                        |
| Abzweig geradeaus und nach links (Strecke außer Betrieb) · Strecke von rechts (außer Betrieb) |                      |                                                                                 |                                                                                 |
| Strecke (außer Betrieb) |                      | Anschluss Gasanstalt (Salineinsel)                                              | Anschluss Gasanstalt (Salineinsel)                                              |
| Strecke von links (außer Betrieb) · Abzweig geradeaus und nach rechts (Strecke außer Betrieb) |                      |                                                                                 |                                                                                 |
| Betriebs-/Güterbahnhof Streckenende (Strecke außer Betrieb) · Strecke (außer Betrieb) |                      | Hafenbecken (Südseite) Sophienhafen                                             | Hafenbecken (Südseite) Sophienhafen                                             |
| | 5,80                 | Halle (Saale) Jungfernwiese                                                     | Halle (Saale) Jungfernwiese                                                     |

Die Hafenbahn Halle war eine sechs Kilometer lange Güteranschlussbahn im Stadtgebiet von Halle (Saale).
Der Spatenstich erfolgte am 2. Juni 1893 und bereits am 9. Januar 1895 konnte die Hallesche Hafenbahn AG den Betrieb zwischen dem Thüringer Güterbahnhof in Halle über Turmstraße (später Industriebahnhof Halle Süd) und dem Sophienhafen aufnehmen. Die Strecke verlief in einem langen Bogen im Westen und Süden um die Stadt und kreuzte viermal die meterspurige Straßenbahn. Sie war ausschließlich dem Güterverkehr vorbehalten. Zur Erhöhung der Auslastung und Bedienung mehrerer Industriebetriebe errichtete man vom Bahnhof Turmstraße die 1,2 Kilometer lange Industriebahn Halle (Saale) in der Spurweite von 1000 Millimetern, die der Turmstraße folgend nach Norden führte. Die Hafenbahngesellschaft fusionierte 1897 mit der Halle-Hettstedter Eisenbahn-Gesellschaft.
Mit der Errichtung der Hafenbahn gewann der Sophienhafen in seiner Funktion als Güterumschlagplatz an Bedeutung. Zudem belieferte die Bahn die (ältere) städtische Gasanstalt auf der Salineinsel, sowie das Elektrizitätswerk und das Gaswerk auf dem Holzplatz mit Kohle. 1926 wurde der Hafen weitgehend geschlossen. Reste der Gleisanlagen befinden sich noch heute in der Hafenstraße.
Am Bahnhof Turmstraße waren von April bis Juli 1945 Truppen der amerikanischen Streitkräfte in Eisenbahnwaggons stationiert.
Am 25. März 1952 ereignete sich ein schweres Eisenbahnunglück am Bahnübergang Beesener Straße. Eine Straßenbahn der Linie 1 (Motorwagen Nr. 124, Beiwagen Nr. 224) wurde beim Überqueren des Bahnübergangs von der Lokomotive der herannahenden Hafenbahn erfasst. Es gab mehrere Tote und Schwerverletzte. Daraufhin wurde der Bahnübergang mit einer Lichtsignalanlage ausgerüstet. Bis zu deren Inbetriebnahme musste der Schaffner des Motorwagens aussteigen und sich davon überzeugen, dass kein Zug der Hafenbahn sich näherte. Erst dann durfte die Straßenbahn den Bahnübergang passieren.
Nach der politischen Wende in der DDR wurde die Hafenbahn am 8. Juli 1991 stillgelegt und abschnittsweise im Rahmen von Straßenbauarbeiten zurückgebaut. Gleisreste sind noch im Bereich des Bahnhofes Turmstraße zu finden. Teile der Strecke werden heute als Fuß- und Radweg genutzt. Die für den Übergang über die Saale zwischen Böllberger Weg und Pulverweiden in Stahlbauweise errichtete und aus einem Lohseträger bestehende Hafenbahnbrücke (51° 28′ 17″ N, 11° 57′ 24,6″ O) steht heute Fußgängern zur Verfügung.

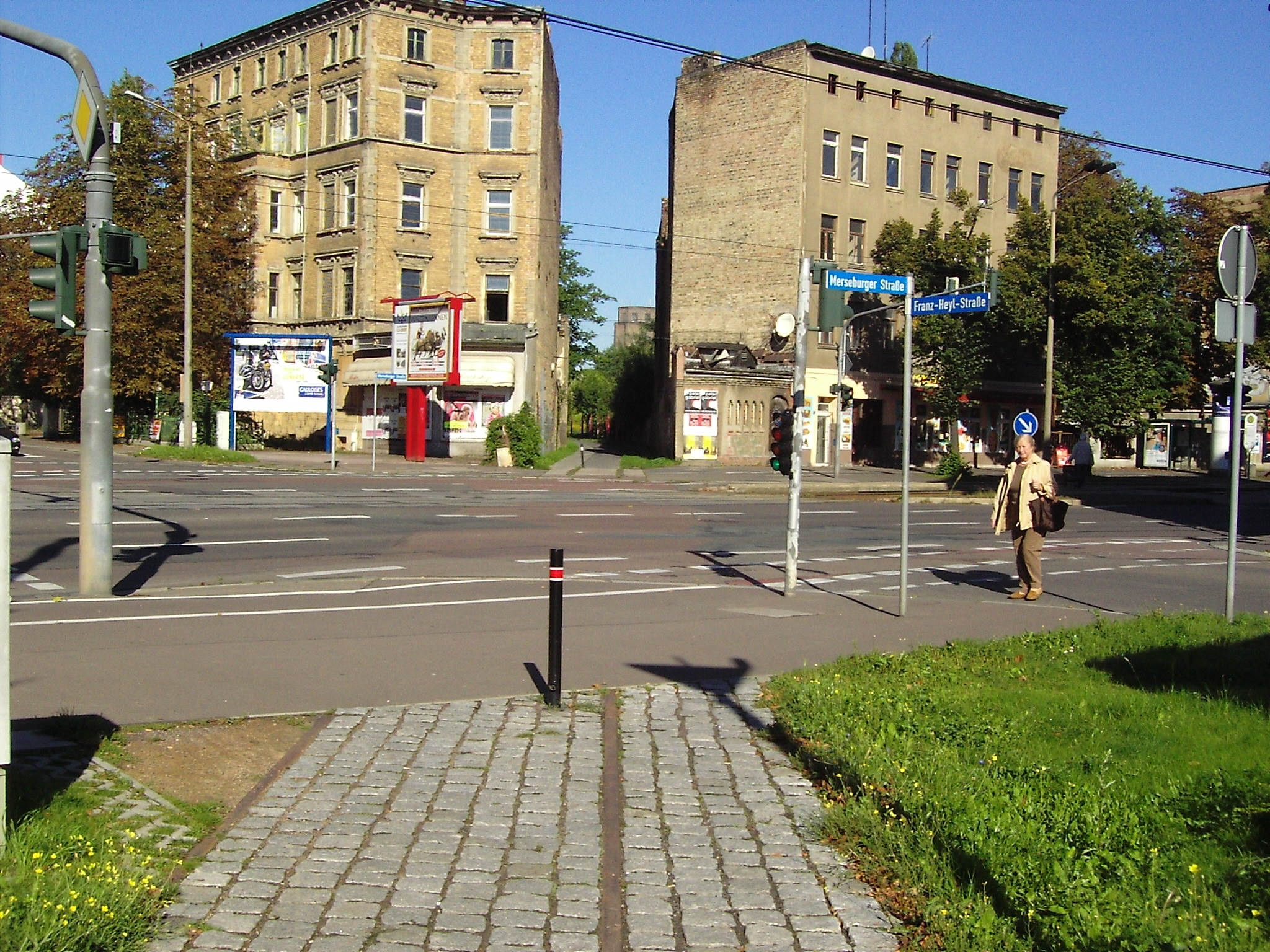
Hafenbahntrasse in der Merseburger Straße
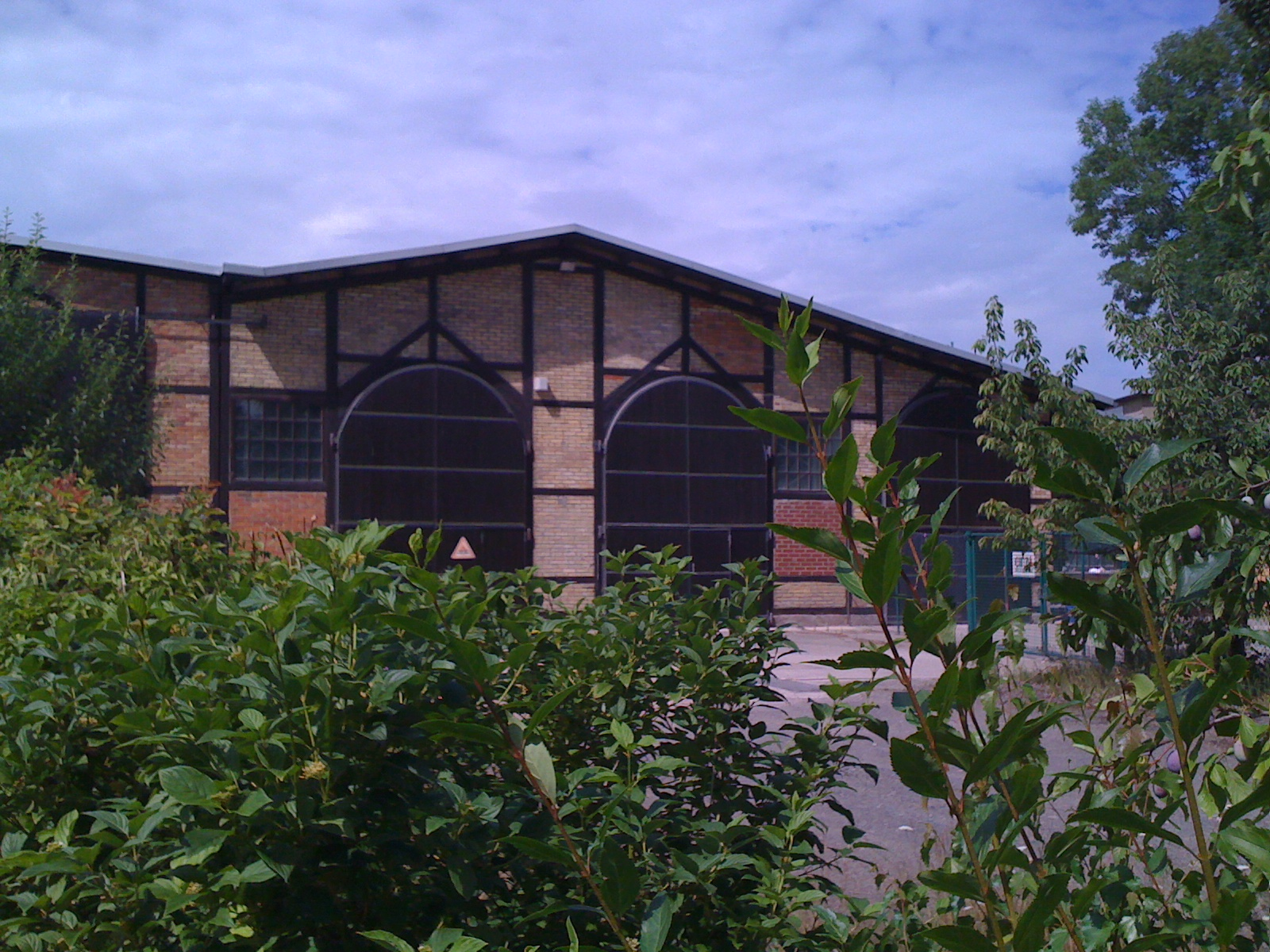
Lokschuppen der Industriebahn am Bhf. Turmstraße
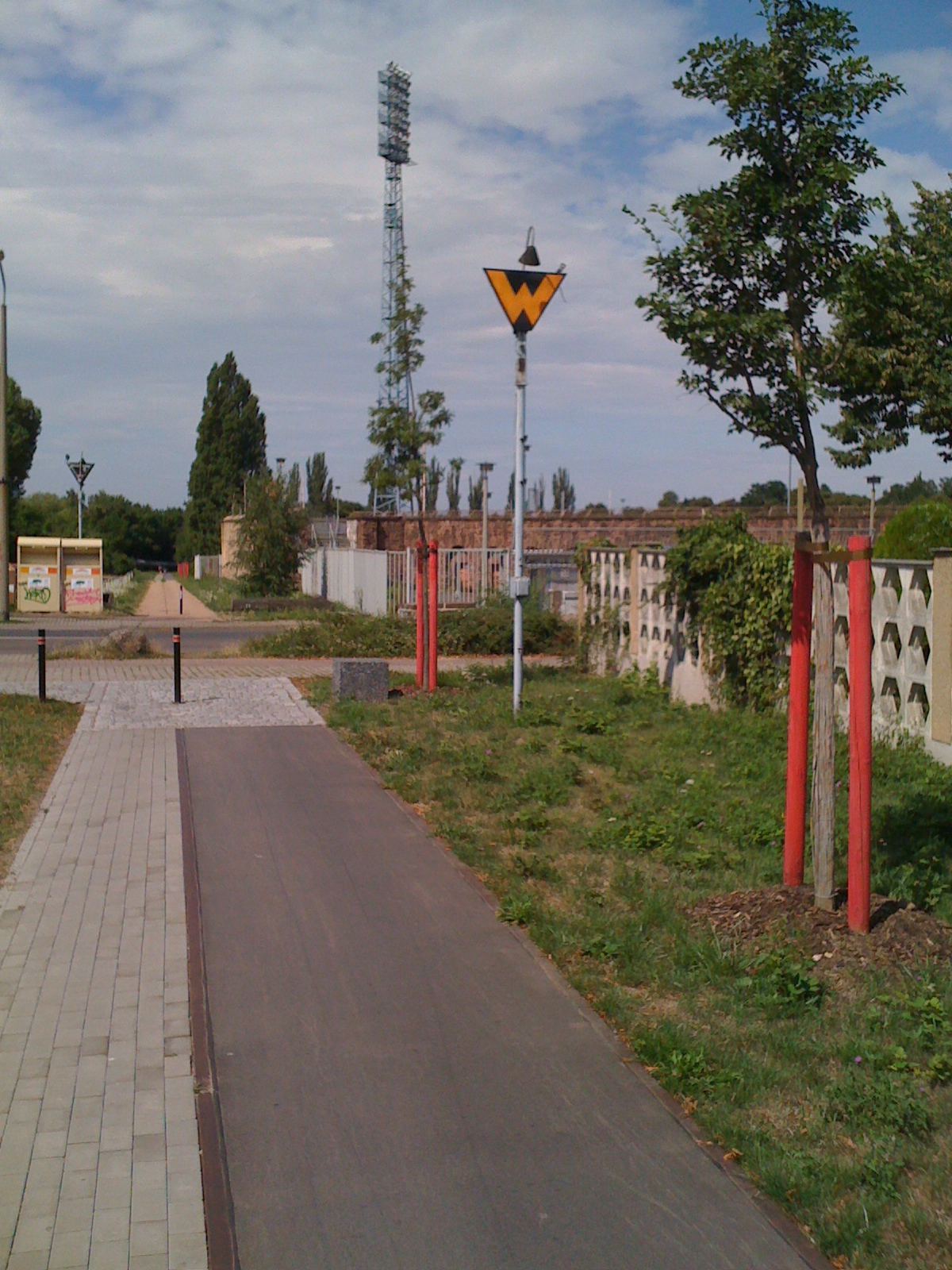
Ehemalige Bahngleise der Hafenbahn als Rad- und Fußweg
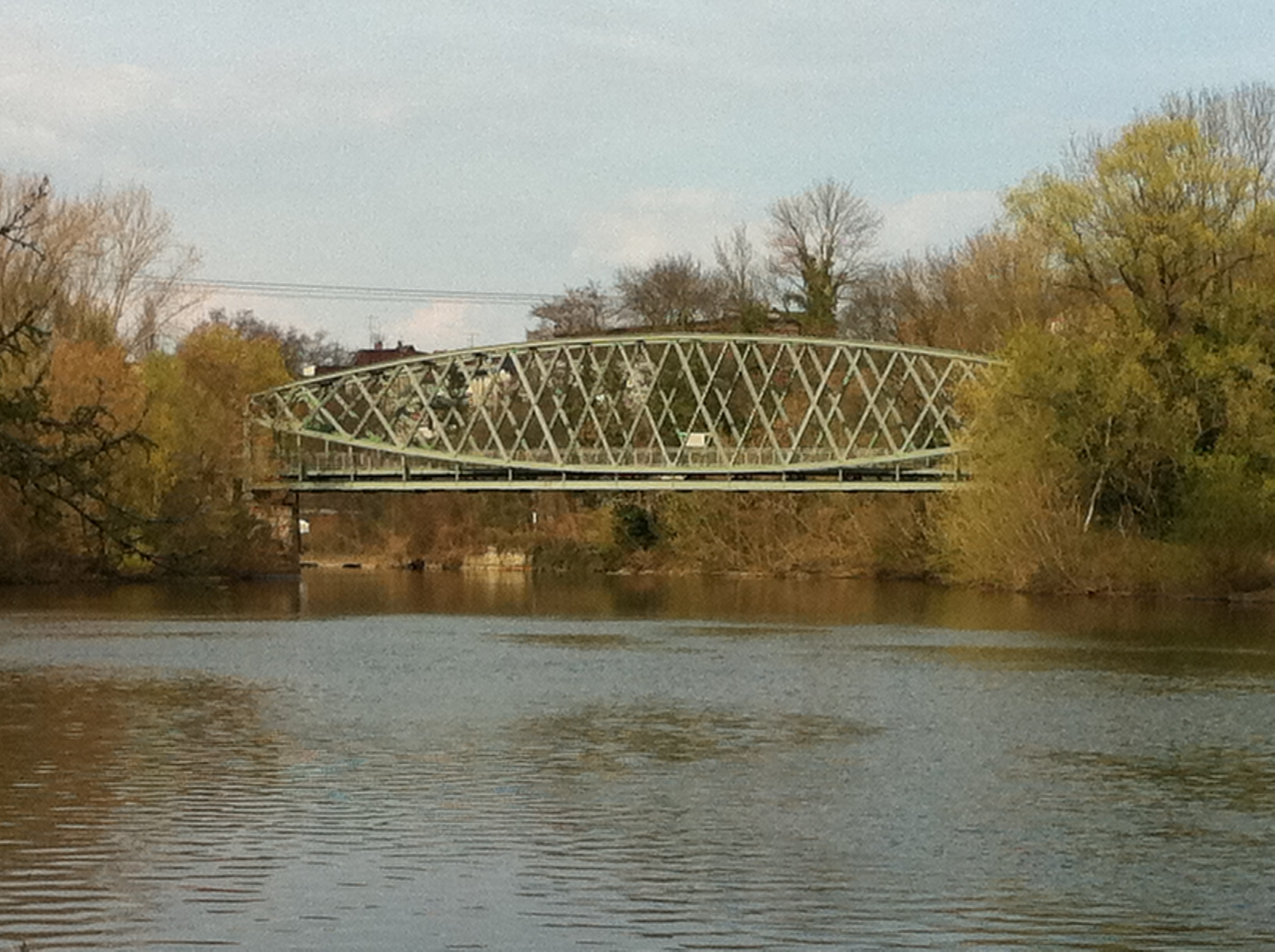
Hafenbahnbrücke (heute Fahrradbrücke)